# Episodi di Mythic Quest (terza stagione)
La terza stagione della serie televisiva Mythic Quest è stata distribuita settimanalmente sulla piattaforma di video on demand Apple TV+ dall'11 novembre 2022.
| n. | Titolo originale          | Titolo italiano          | Pubblicazione    |
| -- | ------------------------- | ------------------------ | ---------------- |
| 1  | Across the Universe       | Nell'universo            | 11 novembre 2022 |
| 2  | Partners                  | Soci                     | 11 novembre 2022 |
| 3  | Crushing It               | Spaccando di brutto      | 18 novembre 2022 |
| 4  | The Two Joes              | Le due Joe               | 23 novembre 2022 |
| 5  | Playpen                   | Playpen                  | 2 dicembre 2022  |
| 6  | The 12 Hours of Christmas | Le 12 ore di Natale      | 9 dicembre 2022  |
| 7  | Sarian                    | Sarian                   | 16 dicembre 2022 |
| 8  | To Catch a Mouse          | Per prendere un topo     | 23 dicembre 2022 |
| 9  | The Year of Phil          | L'anno di Phil           | 29 dicembre 2022 |
| 10 | Buffalo Chicken Pizza     | Pizza con pollo piccante | 6 gennaio 2023   |